# Suzuki GSX 1400

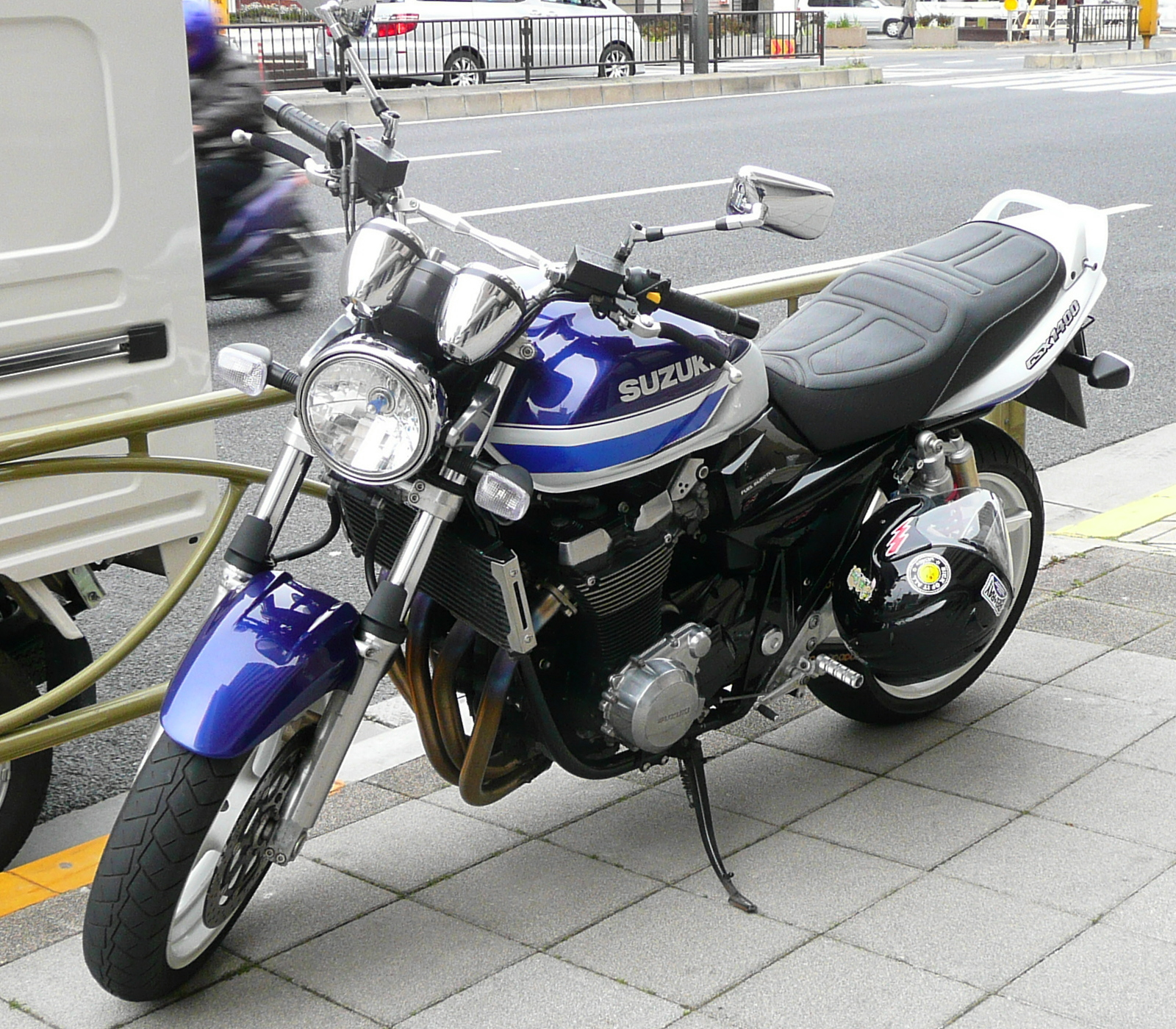
Suzuki GSX 1400

Suzuki GSX 1400 je motocykl firmy Suzuki kategorie naked bike, vyráběný v letech 2002-2008. 

## Popis
Suzuki GSX 1400 je nejsilnějším modelem kategorie naked bike vyráběným Suzuki a zároveň s největším objemem motoru v celé kategorii naked bike. Jedná se o klasicky koncipovaný model bigbiku s kulatým světlem a tradičními tvary určený pro milovníky rychlé sportovní jízdy i pohodlného cestování. Velký motor chlazený vzduchem a olejem je vidět ze všech stran. Plochý průběh kroutícího momentu se v rozsahu 2 500 ot/min - 5 500 ot/min téměř nemění a dosahuje dle výrobce maximální hodnoty 126 Nm při 5 000 ot/min. 

## Technické parametry pro Suzuki GSX 1400 modelový rok 2008
- Motor: Čtyřdobý řadový čtyřválec
- Zdvihový objem: 1401 cm³
- Ventilový rozvod: DOHC 4 ventily na válec
- Vrtání x zdvih: 81x68 mm
- Výkon při otáčkách: 72,4 kw (99,3k) při 6500/min
- Točivý moment: 126 Nm při 5000/min
- Kompresní poměr: 9,5:1
- Chlazení: vzduchem a olejem
- Počet rychlostí: 6
- Sekundární převod: řetěz
- Rám: dvojitý trubkový
- Rozvor: 1520 mm
- Délka: 2160 mm
- Šířka: 810 mm
- Výška: 1140 mm
- Výška sedla: 775 mm
- Brzdy vpředu: 2 kotouče 6 pístků
- Brzdy vzadu: 1 kotouč 2 pístky
- Pneu vpředu: 120/70 ZR17
- Pneu vzadu: 190/50 ZR17
- Suchá hmotnost: 226 kg
- Pohotovostní hmotnost: 255 kg
- Objem nádrže: 22 l
- Maximální rychlost: 230 km/h